# Will Humburg
Will Humburg (* 16. März 1957 in Hamburg) ist ein deutscher Dirigent.

## Leben
Will Humburg wurde ausgebildet von Horst Stein und Christoph von Dohnányi. Von 1979 bis 1983 war er Kapellmeister am Theater Bremen, von 1983 bis 1988 am Theater Hagen. 1988 wurde er künstlerischer Leiter des Teatro Comunale Alessandria/Piemont und Direktor des Laboratorio Lirico-Festivals für zeitgenössisches Musiktheater in Alessandria/Piemont. In dieser Funktion war er verantwortlich für die italienische Erstaufführung der Opern Jacob Lenz von Wolfgang Rihm, Die Weise von Liebe und Tod von Siegfried Matthus und The Martyrdom of St. Magnus von Peter Maxwell Davies.
Von 1992 bis 2004 war Humburg Generalmusikdirektor der Städtischen Bühnen Münster. Er gastierte an zahlreichen Opernhäusern im In- und Ausland und spielte für das Label Naxos einige Opernaufnahmen ein. Seit 2009 war Humburg Chefdirigent und künstlerischer Leiter des Teatro Massimo Bellini in Catania auf Sizilien. Diese Funktion hat er seit der Saison 2012 nicht mehr inne. Von 2014 bis 2018 war Will Humburg Generalmusikdirektor am Staatstheater Darmstadt.

## Aufnahmen
- Puccini: La Bohème
- Rossini: Il Barbiere di Siviglia
- Verdi: Il Trovatore
- Verdi: Falstaff
- Ľuba Orgonášová – Favourite Soprano Arias
- Corghi: Divara – Wasser und Blut
- Zimmermann: Ekklesiastische Aktion

## Veröffentlichungen
- Wagners Rheingold. Eine Deutung von Leitmotivik und Orchestration. Würzburg 2021.